# 諾茲里謝
51°14′42″N 29°10′8″E / 51.24500°N 29.16889°E
諾茲里謝（烏克蘭語：Ноздрище），是烏克蘭北部的村莊，隸屬日托米爾州的科羅斯滕區。該村面積0.97平方公里，海拔高度128米，2001年人口5，人口密度每平方公里5.15人。